# Tramway de Rio de Janeiro
 (mai 2019).
Le tramway de Rio de Janeiro est un ensemble de trois lignes de tramway situé dans la ville de Rio de Janeiro au Brésil. Il a été inauguré et ouvert partiellement le 5 juin 2016 sur un tronçon de 6 kilomètres, puis peu avant les Jeux olympiques d'été de 2016 sur un tronçon de 7 kilomètres, ainsi qu'une troisième ligne en 2019. Le réseau représente au total trois lignes s'étalant sur 28 kilomètres et 29 stations.
Aucune ligne aérienne n'est installée sur l'ensemble du parcours. Au lieu de cela, Alstom a équipé environ 80 % de la ligne avec son système propriétaire d'alimentation électrique au niveau du sol (APS). Les 20 % restants utilisent le stockage d'énergie embarqué à base de super condensateurs (SRS), également développé par Alstom.  Les tramways sont toujours équipés de pantographes à utiliser dans l'installation de maintenance.
Le reste du réseau à trois lignes de 28 km ouvrira par étapes d'ici la fin de 2017. On estime que lorsque l'ensemble du réseau sera à pleine capacité, il pourra éliminer 60 % des bus et 15 % des automobiles. trafic circulant dans le centre-ville .

## Caractéristiques
Le tramway de Rio de Janeiro est exempt de caténaire, son alimentation électrique se fait depuis un troisième rail. La société française Alstom a construit la matériel roulant, la signalisation, le dépôt et le réseau électrique et de communication au travers d'un montant de 250 millions d'euros,. La ville de Rio de Janeiro comporte un autre réseau de tramway, celui de Santa Teresa, qui constitue un réseau complètement distinct.

## Exploitation

### Matériel roulant
La flotte est composée de 32 rames Alstom Citadis longues de 44 mètres et pouvant accueillir 420 passagers construites par la société Alstom. Les cinq premiers tramways ont été construits dans l'usine d'Alstom à La Rochelle, en France, et expédiés à Rio en juillet 2015, pendant que les 27 autres ont été fabriqués sur le site d'Alstom à Taubaté, dans l'État de São Paulo.